# 鳳凰計畫 (美國)
鳳凰計劃（英語：Project Phoenix）是外星高智生物的項目，以分析無線電訊號的模式搜尋外星的高智生物，它是一個由位於美國加州聖塔克萊拉縣山景鎮的外星高智生物學院獨資贊助和執行的計畫。

## 簡歷
1995年2月，計畫開始，當時使用位於澳大利亞新南威爾斯的帕克斯天文台，這是位於南半球最大的望遠鏡。
1996年至1998年4月，這個計畫使用美國國家電波天文台位於西維吉尼亞的格林班克望远镜。
這項計畫沒有試圖掃描整個太空的訊息，只是集中於掃描鄰近且與我們相似的恆星系統（也就是說，可能有支持生命的行星），即是200光年內約800顆的恆星。
掃描的頻道範圍，是由1,000至3,000 MHz，每1Hz的在這狹窄頻道內漸進搜尋，因為這段頻道在傳播上是最常用，和特別狹窄的焦點。
2004年3月，這個計劃宣佈，在檢查過名單上的800顆恆星之後，未能發現任何來自地球之外訊號的證據。計劃的領導者彼德巴克斯陳述她們被迫不得不承認「我們居住在一個鄰居都很安靜的區域之內」。
目前這個計畫使用的是位於波多黎各的阿雷西波電波望遠鏡（康奈爾的經營者刻意安排在許多影片和小說中）

## 外部連結
- Project Phoenix （页面存档备份，存于）
- BBC report on the end of the 800-star scan （页面存档备份，存于）
- Project Phoenix project （页面存档备份，存于） at 卓瑞爾堤